# Serge Mathieu
Pour les articles homonymes, voir Mathieu.
Serge Mathieu, né le 10 février 1936 à Crest (Drôme), est un homme politique français.

## Détail des fonctions et des mandats
Serge Mathieu siège au Sénat en tant que membre du groupe de l'Union des républicains et des indépendants (UREI) de 1977 à 1992 puis du groupe des Républicains et indépendants (RI) de 1993 jusqu'en 2002. À partir de cette année-là, il rejoint le groupe Union pour un mouvement populaire (UMP). 

Maire de Corcelles-en-Beaujolais.

### Mandats parlementaires
- 9 juillet 1974 - 13 octobre 1976 : député de la 10e circonscription du Rhône
- 25 septembre 1977 - 28 septembre 1986 : sénateur du Rhône
- 28 septembre 1986 - 24 septembre 1995 : sénateur du Rhône
- 24 septembre 1995 - 30 septembre 2004 : sénateur du Rhône